# Verchnetulomskij
Verchnetulomskij è una cittadina della Russia europea settentrionale, situata nella oblast' di Murmansk; appartiene amministrativamente al rajon Kol'skij.
Sorge nella parte settentrionale della oblast', nell'alto corso del fiume Tuloma, un centinaio di chilometri a sudovest del capoluogo Murmansk.
La cittadina venne fondata come insediamento annesso all'importante centrale idroelettrica costruita nelle vicinanze, che diede origine al vasto bacino artificiale omonimo.